# Murillo, Colombia
Murillo är en ort i Colombia.   Den ligger i departementet Tolima, i den centrala delen av landet, 120 km väster om huvudstaden Bogotá. Murillo ligger 2 986 meter över havet och antalet invånare är 1 860.
Terrängen runt Murillo är kuperad åt sydväst, men åt nordost är den bergig. Terrängen runt Murillo sluttar österut. Runt Murillo är det ganska tätbefolkat, med 149 invånare per kvadratkilometer. Närmaste större samhälle är Líbano, 13,2 km öster om Murillo. Trakten runt Murillo består i huvudsak av gräsmarker.